# Pudukkottai
Pudukkottai (en tamil: புதுக்கோட்டை ) es una localidad de la India capital del distrito de Pudukkottai, estado de Tamil Nadu.

## Geografía
Se encuentra a una altitud de 99 m.s.m. a 442 km de la capital estatal, Chennai, en la zona horaria UTC +5:30.

## Demografía
Según estimación 2010 contaba con una población de 115 906 habitantes.